# Ken Armstrong
Ken Armstrong (3 de junio de 1924 - 13 de junio de 1984) fue un futbolista inglés nacionalizado neozelandés que representó a ambos países en el ámbito internacional. Durante su carrera como futbolista y entrenador, cosechó dos títulos en Inglaterra y siete en Nueva Zelanda.

## Carrera

### Como futbolista
Debutó en el Chelsea en 1946. Con el conjunto inglés acumuló 362 partidos, en los que convirtió 25 goles y ganó la Football League First Division 1954/55 y la FA Charity Shield 1955.
En 1957, se mudó a Nueva Zelanda y firmó con el Gisborne City, donde solo jugó dos años. Pero los grandes logros llegaron cuando recaló en 1959 en el North Shore United, con dicho equipo ganó tres veces la Copa Chatham, en los años 1960, 1961 y 1963. Entre 1965 y 1966 tuvo un corto paso por el Eastern Suburbs, con el que ganó la edición 1965 de la Copa Chatham. Regresó en 1967 al North Shore, pero no pudo obtener ningún título, por lo que pasó al University-Mount Wellington en 1970. Finalmente se retiró en 1971.

#### Seleccionado nacional
Fue parte del elenco que representó a Inglaterra en la Copa Mundial de 1954, disputada en Suiza. Sin embargo, no jugó ningún partido en la competición y la única ocasión en la que vistió la camiseta inglesa fue en 1955 ante Escocia en un encuentro válido por el British Home Championship.
Después de mudarse a Nueva Zelanda, fue llamado nueve veces para jugar con la casaca de los All Whites entre 1958 y 1962. Logró convertirle tres tanto a Nueva Caledonia en un amistoso que la selección neozelandesa ganó 4-2 y que representó el último partido internacional de Armstrong como futbolista.

### Como entrenador
En el año 1958 fue contratado por la Asociación de Fútbol de Nueva Zelanda para dirigir al seleccionado nacional. Fue jugador-entrenador hasta 1962, cuando abandonó la actividad internacional como jugador. En 1964 dejó el cargo y en los años 1970 se hizo cargo del University-Mount Wellington, club que llevó a ganar la Liga Nacional de Nueva Zelanda en 1972 y 1974 y la Copa Chatham en 1973. En 1980, comandó en un pequeño puñado de partidos a la selección femenina de Nueva Zelanda.

### Clubes

#### Como futbolista
| Club                        | País          | Año         |
| --------------------------- | ------------- | ----------- |
| Chelsea Football Club       | Inglaterra    | 1946 - 1957 |
| Gisborne City               | Nueva Zelanda | 1957 - 1958 |
| North Shore United          | Nueva Zelanda | 1959 - 1964 |
| Eastern Suburbs             | Nueva Zelanda | 1965 - 1966 |
| North Shore United          | Nueva Zelanda | 1967 - 1970 |
| University-Mount Wellington | Nueva Zelanda | 1970 - 1971 |

#### Como entrenador
| Club                        | País          | Año         |
| --------------------------- | ------------- | ----------- |
| Selección nacional          | Nueva Zelanda | 1958 - 1964 |
| University-Mount Wellington | Nueva Zelanda | Años 1970   |
| Selección femenina          | Nueva Zelanda | 1980        |